# Șoimari
Șoimari là một xã thuộc hạt Prahova, România. Dân số thời điểm năm 2002 là 3179 người.